# Aurinia petraea
Aurinia petraea är en korsblommig växtart som först beskrevs av Pietro Arduino, och fick sitt nu gällande namn av Philipp Johann Ferdinand Schur. Enligt Catalogue of Life ingår Aurinia petraea i släktet praktstenörter och familjen korsblommiga växter, men enligt Dyntaxa är tillhörigheten istället släktet praktstenörter och familjen korsblommiga växter. Arten har ej påträffats i Sverige. Inga underarter finns listade i Catalogue of Life.